# Starship Troopers: Terran Ascendancy
Starship Troopers: Terran Ascendancy là tựa game chiến lược thời gian thực lấy bối cảnh khoa học viễn tưởng do hãng Blue Tongue Entertainment phát triển và Microprose phát hành vào ngày 28 tháng 10 năm 2000.

## Cốt truyện
Trò chơi có cốt truyện dựa trên bộ phim Starship Troopers nổi tiếng. Bộ phim là sản phẩm điện ảnh chuyển thể từ tác phẩm cùng tên Starship Troopers của nhà văn Mỹ Robert A. Heinlein, kể về một cuộc chiến diễn ra vào thế kỷ 23, khi Trái Đất dang rất thanh bình và mọi người đều sống dưới sự cai trị của một chính quyền Liên Bang duy nhất do chính họ bầu ra.
Mong muốn trở thành một công dân tốt và do bị lôi kéo bởi tình yêu với cô bạn gái Ibanez từ thời trung học. Johnny Rico, nhân vật chính của câu chuyện, rời ghế nhà trường và gia nhập quân đội. Thời gian đó, mối đe dọa từ một loài sinh vật bí ẩn trên hành tinh Klendathu ngày một trở nên trầm trọng, nhất là sau khi quê hương BueKs Aires của Rico bị hủy diệt hoàn toàn trong một cuộc đột kích bất ngờ từ phía hành tinh nọ khiến gia đình và thậm chí là mái nhà của Rico đã không còn nữa. Hành động khiêu khích đó mở đầu cho một cuộc chiến đấu gian khổ của loài người. Nhằm mục đích tự bảo vệ, Liên Bang đã quyết định tấn công Klendathu để tiêu diệt tận gốc loài bọ khổng lồ, loại bỏ hoàn toàn mối đe dọa đối với Trái Đất.
Quyết định đấu tranh chống lại quái vật không gian. Rico tham gia quân đội và được điều vào đội bộ binh cơ động thuộc quân đoàn Rough Neck rồi bay vào hành tinh Klendathu và tham gia một cuộc chiến nguy hiểm nhất để cứu sống nhân loại. Không ít bạn bè của anh đã hy sinh. Dưới sự dẫn dắt của Đại úy Razack, vốn là thây giáo cũ của anh khi còn đi học cùng với sự giúp đỡ của bạn bè trong quân ngũ, Rico đã trưởng thành nhanh chóng và lập nhiều chiến công để rồi thay đổi được cục diện của trận chiến này.
Game được chia làm ba chương theo chân trung đội bộ binh cơ động của người chơi từ đầu cho đến khi cuộc chiến kết thúc.

#### Chương 1
Ngày 18 tháng 10 năm 2369, trung đội của người chơi lần đầu tiên đổ bộ xuống hành tinh Klendathu lúc cuộc chiến vừa mới bắt đầu chỉ với nhiệm vụ duy nhất là tấn công trực diện lũ bọ cho đến khi kết thúc bằng một cuộc rút quân toàn bộ. Tuy nhiên, trung đội của người chơi bị mắc kẹt trong quá trình di tản và buộc phải đối phó với loài bọ Plasma để đến nơi sơ tán một cách dễ dàng, trong khi giải cứu bất kỳ đội MI thuộc phe đồng minh trong khu vực. Không lâu sau nhiệm vụ tại Klendathu, ngày 23 tháng 11 năm 2369, trung đội của người chơi được gửi đến bãi biển Zegema để sơ tán đoàn hộ tống tiếp tế trong khu vực. Ngay sau nhiệm vụ màn bãi biển Zegema, trung đội của người chơi lại được triển khai đến Khu Kiểm dịch Arachnid (Arachnid Quarantine Zone) ở Dentana để giải cứu những cư dân địa phương trong khu vực, đồng thời ra tay bắt sống trực tiếp một mẫu vật Arachnid vào ngày 20 tháng 1 năm 2370. Hai nhiệm vụ cuối cùng của chương này diễn ra ở hành tinh P vào ngày 28 tháng 2 và 1 tháng 3 năm 2370, nơi người chơi được điều động tới bảo vệ tiền đồn Whiskey trong khi cố gắng bắt thêm nhiều mẫu vật hơn nữa. Chương đầu kết thúc với trung đội của người chơi trong một hang động gọi là "thành phố bọ" (Bug City), nơi trung đội của người chơi có điều kiện thuận lợi cho việc bắt giữ bọ não (Brain Bug).

#### Chương 2
Năm tháng đã trôi qua kể từ khi bắt được bọ não và bầy trứng rơi Arachnid (Arachnid Egg Fall Clusters) đã tấn công các hành tinh khác nhau trong vùng không gian do Liên Bang kiểm soát. Trung đội của người chơi được giao nhiệm vụ với mục tiêu hộ tống cho viên sĩ quan bộ nội vụ là Thiếu tá Alexander Bishop, trong khi đẩy lùi một cuộc xâm lược Sao Hỏa của Arachnid, cố gắng tái chiếm một thuộc địa được gọi là New Wellington khỏi Arachnid vì mục đích tinh thần quân đội, cũng như việc khám phá tính cách tự nhiên về cách thức mà Arachnid có thể tấn công có hiệu quả phe Liên Bang đặc biệt là với một cơ sở chế biến thực phẩm quan trọng và để mất hai cơ sở nghiên cứu quân sự quan trọng. Bishop và trung đội của người chơi được điều đến Axel 6, một tiền đồn khai thác nhỏ với giá trị chiến lược rất ít cùng một vài sĩ quan chỉ huy của các cơ sở như là một nhân chứng tiềm năng. Thiếu tá Bishop và người chơi phát hiện một viên sĩ quan cấp cao của Liên Bang là Đại tá Holland, đã để lộ thông tin tình báo trong những căn cứ Terran cho Arachnid thông qua con bọ não bị bắt, với hy vọng về sự đoàn kết nhân loại với các loài bọ. Bishop và trung đội của người chơi đã thành công trong việc tiêu diệt Holland và bắt sống bọ não trong khi đến giải cứu các nhà khoa học là chứng nhân cho sự phản bội của Holland. Mặc dù bản chất hành vi của Holland đã rõ rang thế nhưng Hội đồng Terran quyết định che đậy cái chết của Holland vì mục đích tinh thần và mong muốn nhanh chóng kết thúc cuộc chiến khốc liệt này. 

#### Chương 3
Ngày 20 tháng 9 năm 2371, Liên Bang đã chế tạo ra loại vũ khí và công nghệ mới nhằm dùng để chống lại Arachnid và đã bắt đầu tiến hành phản công tiêu diệt Arachnid để đảm bảo kết thúc chiến tranh. Trung đội của người chơi được giao nhiệm vụ với mục tiêu giải cứu cho những người lính bộ binh cơ động bị mắc kẹt trên hành tinh P, cũng như sinh viên từ một học viện quân sự được sử dụng để huấn luyện phép tâm linh trên hành tinh Sirius 3 và phục hồi công nghệ dịch chuyển cổ xưa trên hành tinh G. Ngay sau khi nhiệm vụ thành công, người chơi được gửi đến Klendathu lần thứ hai và cuối cùng để tìm kiếm Nữ hoàng Arachnid. Bằng cách sử dụng chiến binh tâm linh để theo dấu nữ hoàng loài bọ cũng như tận dụng các thiết bị dịch chuyển ngược cho việc sơ tán khẩn cấp khi cần, cuối cùng trung đội của người chơi đã tìm thấy hang ổ của Nữ hoàng Arachnid và chiến đấu mở vòng vây giữa bầy đàn loài bọ hung dữ hiếu chiến đề rồi phải đặt quả bom Nova trong tổ và tìm cách thoát khỏi tổ trước khi nó phát nổ. Chiến tranh kết thúc vào ngày đầu năm mới 2372, với quân đội Terran ăn mừng chiến thắng của họ trước quân đoàn bọ Arachnid.

## Cách chơi
Trong game người chơi sẽ đóng vai trung úy Rico, một học viên vừa tốt nghiệp trường huấn luyện quân sự Liên Bang và phải thực hiện những nhiệm vụ rất khó khan trên hành tinh Klendathu. Đặc biệt các nhà sản xuất đã khéo léo mở rộng các tình tiết, khiến mọi sự kiện không còn giống trong phim và mang lại cho người chơi cảm giác mới lạ khi chơi. Ngoài ra, game cũng hỗ trợ phần chơi qua mạng, tuy nhiên các tính năng này không được phong phú bởi có lẽ các nhà sản xuất không có ý định phát triển mục chơi mạng, hơn nữa phong cách của Starship Troopers không thật sự thích hợp cho việc chơi nhiều người.
Cụ thể, lối chơi của Starship Troopers không cho phép xây dựng công trình và mua lính mà thay vào đó người chơi sẽ điều khiển một tiểu đội lính cơ động (Mobile Infantry) gồm 12 người xuyên suốt từng màn chơi (trong đó được chia làm 3 dạng gồm chỉ huy, binh sĩ và lính đặc biệt như quân y, công binh, trinh sát, xạ thủ...) và kinh nghiệm chiến đấu của họ sẽ tăng dần qua các cuộc chiến. Người chơi phải chú ý gìn giữ những binh sĩ có mặt từ buổi đầu vì thường ở mỗi màn số lượng quân có hạn, không có viện binh hỗ trợ và thường xuyên bị lũ bọ áp đảo dù đội được tăng viện sau mỗi nhiệm vụ. Khi một binh sĩ đạt được một mức điểm kinh nghiệm nhất định, anh ta sẽ được thăng chức và có khả năng sử dụng các loại trang thiết bị cao cấp hơn.
Trang thiết bị quân sự trong Starship Troopers rất đa dạng với hơn 40 loại bao gồm ống nhòm, sung, gậy bắt bọ, bình cứu thương... Các loại áo giáp thì tùy theo cấp bậc mà các binh sĩ của người chơi có thể sử dụng các loại áo giáp khác nhau. Ngoài ra, người chơi có thể trang bị cho mỗi cá nhân người lính với hai loại vũ khí và đồ công nghệ khác nhau (như bom, khí độc). AI của kẻ địch không quá thông minh nhưng cũng không đến nỗi tồi vì chúng đều sở hữu những kỹ năng riêng biệt ít nhiều gây khó khăn cho người chơi, bên cạnh đó thì chủng loài kẻ thù cũng khá phong phú từ những loài cận chiến cho đến những loài tự sát, bọ pháo binh thậm chí cả binh lính phe người. Mục tiêu nhiệm vụ cũng khác nhau, từ nhiệm vụ săn bắn đơn giản cho đến hộ tống, bảo vệ hoặc bắt một số loài bọ về nghiên cứu.

### Hành tinh
- Klendathu – Quê hương của loài bọ khổng lồ, rất tối tăm và cằn cỗi, hầu như không có sự sống. Việc loài người lên đây khai thác mỏ đã khiến giống bọ Arachnid bị kích động. Trong suốt cuộc chiến, Klendathu là một điểm nóng, nơi thường xuyên xảy ra đụng độ giữa con người và loài bọ.
- Bãi biển Zegema – Đây là khu vực đẹp đẽ nhất trên Trái Đất và đã bị hủy diệt hoàn toàn sau cuộc đột kích bất ngờ của giống bọ khổng lồ.
- Hành tinh P – Một hành tinh chỉ toàn sa mạc nóng bỏng, là không gian sinh sống lý tưởng và tổng hành dinh của bọ Arachnid, mặt khác cũng là nơi mà Liên Bang đã phát hiện thấy dấu vết của loài bọ thông minh.
- Sao Hỏa – Một hành tinh gần gũi với Trái Đất, nơi bắt đầu có người lên sinh sống từ năm 2230 và có nguồn tài nguyên chính là dầu mỏ. Đây là mục tiêu tấn công chính của bọ Arachnid.
- Datana – Trên hành tinh nhỏ bé này chỉ có một nhóm nhỏ cư dân, những người tin rằng chỉ có ở đây mới thoát khỏi sự dòm ngó của loài bọ khổng lồ. Họ đâu ngờ rằng Datana chính là điểm tập trung các quân đoàn bọ Arachnid.

### Vũ khí
Game có tất cả 12 loại vũ khí được chia làm 3 nhóm là Standard (tiêu chuẩn), Artillery (pháo) và Heavy (hạng nặng) sẽ khiến người chơi tốn khá nhiều thời gian để tìm hiểu hết công năng từng thứ. Đặc biệt người người chơi có thể nâng cấp chúng tùy theo mức điểm nâng cấp thu được sau mỗi cuộc chiến, dưới đây chỉ liệt kê một số vũ khí tiêu biểu trong game gồm:
- Smart Rifle – Súng máy cực nhanh có hệ thống định vị laser.
- MD797 Combat Shotgun – Tầm bắn gần nhưng có sức sát thương cao, rất thích hợp để tiêu diệt Hopper Bug.
- MI Specimen Capture Weapon – Súng chuyên dụng để bắt bọ, sung bắn ra một loại lưới ánh sang có thể giam cầm mục tiêu trong một khoảng thời gian nhất định. Người chơi sẽ cần đến loại súng này khi Liên Bang yêu cầu bắt về một loài bọ đặc biệt nào đó phục vụ cho việc nghiên cứu.
- SOLAR Canon – Loại sung lấy năng lượng từ ánh sang, có sức tấn công khá mạnh nhưng tốc độ bắn chậm và chỉ dùng được vào ban ngày.
- Morita Chain Canon – Loại sung máy có tốc độ bắn nhanh nhất so với tất cả các loại súng còn lại trong game và là khắc tinh với lũ bọ Warrior Bugs.
- MK70 Nuke Launcher – Một loại vũ khí tuyệt vời có sức công phá mạnh mẽ trên diện rộng, không kẻ địch nào sống sót nổi sau khi dính đòn MK70.

### Loài bọ
Các loài bọ trong game rất đa dạng và được phân làm 4 nhóm chính:
- Command Caste – Gồm bọ thông minh và một số loài chưa biết đến.
- Breeder Caste – Những loài bọ bí ẩn có khả năng gây giống.
- Soldier Caste – Các loại có khả năng chiến đấu như Tanker, Warrior, Hopper...
- Worker Caste – Bao gồm các loài bọ công nhân không gây nguy hiểm.
- Smart Bugs – Giống bọ thông minh, là chỉ huy của cả tập đoàn bọ. Chúng rất ranh ma và trốn rất kỹ trong hang sâu. Loại này có khả năng tang hình, đôi khi chúng đột nhiên xuất hiện và gây rối loạn đội hình của người chơi. Rất dễ nhận biết với ánh sáng xanh nhạt tỏa ra liên tục. Vũ khí chính là hơi độc gây cay mắt và khả năng tự phát nổ, chúng là nỗi kinh hoàng cho các sư đoàn lính cơ động.
- Hopper Bugs – Với khả năng bay, loài bọ này có khả năng tiêu diệt nhanh chóng những binh sĩ đi riêng lẻ, tuy nhiên chúng lại rất yếu ớt trước những loạt đạn shotgun.
- Rihno Bugs – Rất dễ bị kích động và khi tức giận, chúng sẽ chạy rất nhanh và đè bẹp dí cả tiểu đội của người chơi.
- Warrior Bug – Loại phổ biến mà người chơi thường xuyên gặp trong phim cũng như trong game, có đôi càng sắc nhọn và tính hiếu chiến cao. Chúng là lực lượng chủ lực bảo vệ hệ thống Klendathu. Với vũ khí chính là chất độc có thê gây sát thương rộng, đây là loài bọ gây nhiều khó chịu cho người chơi.
- Tanker Bugs – Với lớp vỏ bọc rất chắc chắn, là loại được xem có thể tiêu diệt lính của người chơi rất nhanh và rất khó để tiêu diệt. Chỉ diệt được bằng khẩu Nuke Launcher nhưng lại rất chai lì trước các loại súng thông thường.
- Brain Bug – Thủ lĩnh đàn bọ, có khả năng thần giao cách cảm bằng cách sử dụng "bộ não" chia sẻ một mối quan hệ cộng sinh với đàn bọ và nếu nó chết thì cả đàn sẽ chết theo. Di chuyển chậm chạp và không có khả năng tấn công lẫn phòng thủ nên chúng rất dễ bị bắt sống.
- Queen Bug – Nữ hoàng loài bọ và được coi là tổ tiên kiêm người cai trị toàn bộ giống bọ, chỉ ở một chỗ cố định và làm chức năng duy nhất là sinh sản và gây giống các loài bọ.

## Đón nhận
Starship Troopers: Terran Ascendancy nhận được đánh giá "trung bình" theo trang web tổng hợp kết quả đánh giá Metacritic.